# Збройні сили Російської Федерації
Збро́йні Си́ли Росі́йської Федерáції (абревіатура — ЗС РФ) (рос. Вооружённые силы Российской Федерации) — російська армія, створена за наказом Бориса Єльцина від 7 травня 1992 року, яким він створив Міністерство оборони РФ та підпорядкував йому радянські збройні формування на території РФ.
Чисельність активних Збройних Сил — 771 тис. осіб (4-ті у світі). Військові резерви становлять близько 2 млн осіб, у напіввійськових формуваннях перебуває 359 100 осіб. Загальна чисельність військовослужбовців — 3 396 100 осіб (8-мі у світі).
Головнокомандувачем Збройних Сил є Президент РФ (Володимир Путін).
У Росії існує загальна військова повинність для чоловіків 18-27-ми років з терміном служби — 1 рік. Планувалося довести кількість військових за контрактом до 70 % у 2010 році.
Військовий бюджет Росії на 2008 рік становив 956 млрд рублів ($36,8 млрд у цінах 2008 року), на 2010 — 1 трлн. 320 млрд рублів ($52 млрд у цінах 2010 року). У 2012 році планувалося близько 1 трлн. 540 млрд рублів ($ 64 млрд у цінах 2012 року).
16 листопада 2017 р. президент Путін підписав Указ № 554 «Про встановлення штатної чисельності Збройних Сил Російської Федерації», яким чисельність Збройних Сил РФ визначена в 1 902 758 одиниць, у тому числі 1 013 628 військовослужбовців. Указ набрав чинності 1 січня 2018 року.
Від 1 січня 2023 року встановлено штатну чисельність Збройних Сил Російської Федерації в кількості 2 039 758 одиниць, у тому числі 1 150 628 військовослужбовців.
В Указі, який Путін підписав у грудні 2023 року, штатна чисельність Збройних Сил РФ збільшувалася до 2 209 130 осіб, в т.ч 1 329 000 військовослужбовців.
Згідно Указу Путіна, який набирає чинності з 1 грудня 2024 року, штатна чисельність ЗС РФ становитиме 2 млн 389 тисяч 130 осіб, у тому числі 1,5 млн військовослужбовців, тобто на 180 тисяч більше, ніж було.

## Історія
У лютому 2018 року було оголошено, що в ЗС Росії мають намір відновити політичне управління й посади політруків. Нову-стару структуру будуть створювати на основі вже наявного управління з роботи з особовим складом. Вона буде наділена широкими повноваженнями.
Державне оборонне замовлення на 2018 рік склало 1,5 трлн російських рублів (близько $ 28 млрд). Збройні сили мають отримати 160 літаків, 10 човнів, 14 систем космічного базування. Сухопутні війська отримають 500 одиниць ракетного та артилерійського озброєння на броньованому шасі.
Підрозділи повітряно-космічних сил мають отримати нові Су-34, Су-35С та Су-30С, гелікоптери Мі-28 та Ка-52. Підрозділи протиповітряної оборони мають отримати С-400 та Панцир-С.
У травні 2019 року в Збройних Силах РФ впроваджена нова посада — головний сержант. Про те, що в армії може з'явитися така посада, заступник міністра оборони РФ Микола Панков говорив ще 2011 року.
Аналогічна посада існує в країнах НАТО, де головний сержант координує та контролює сержантський корпус. У США сержант також є радником міністра оборони і голови об'єднаного комітету начальників штабів.

## Склад
Збройні Сили Російської Федерації складаються з:
- Сухопутних військ;
- Військово-повітряних сил (Протиповітряні війська Росії у 1998 році ввійшли до складу Військово-повітряних сил);
- Військово-морських сил;
- Ракетних військ стратегічного призначення (командування у західному районі Москви Кунцево і нове на горі Косьвінський Камень на Уралі на схід від міста Березніки);
- Космічних військ;
- Повітряно-десантних військ;
- Сили спеціальних операцій.

Військові формування, які не підпорядковані Міністерству оборони РФ складаються з:
- Внутрішніх військ;
- Федеральної Служби Безпеки (скор. ФСБ);
- Федерального Агентства Державного Зв'язку та Інформації (ФАДЗІ).

### Військова присутність за кордоном
- 7-ма військова база в Абхазії;
- контингент в Південній Осетії;
- 102-га військова база у Вірменії;
- Оперативна група російських військ у Молдові — 1199 осіб (Придністров'я);
- Оперативна група російських військ у Киргизстані;
- 201-ша військова база у Таджикистані — найбільша російська сухопутна база за межами Росії,  чисельність контингенту становить близько 7 тис. чол.;
- невідома кількість російських військових на території Донецької області та Луганської області (див. Окупаційні війська РФ на Донбасі) та в тимчасово окупованій Автономній Республіці Крим.

Станом на лютий 2023 року, згідно повідомлення міністра оборони Великої Британії Бена Воллеса в ефірі ВВС Radio 4, 97 % усієї російської армії знаходиться в Україні.

### Сухопутні війська

Новий поділ на військові округи, який діє з 26 лютого 2024 року

Сухопутні війська поділені за 5-ма військовими округами — оперативно-стратегічними командуваннями:
- Московський військовий округ — штаб у Москві;
- Ленінградський військовий округ — штаб у Санкт-Петербурзі;
- Південний військовий округ — штаб у Ростові-на-Дону;
- Центральний військовий округ — штаб у Єкатеринбурзі;
- Східний військовий округ — штаб в Хабаровську.

Чисельність — 395 000 осіб (2006), з яких 190 тис. призовників.
До складу наземних сил входять 35 тис. військових Повітряно-десантних військ.

### Військово-морські сили Російської Федерації
Військово-морські сили Росії, Військово-морський флот Росії ділиться на 4 окремих флоти та Каспійську флотилію:
- Тихоокеанський флот Росії (командування у Владивостоці);
- Північний флот Росії (командування у Сєвероморську);
- Балтійський флот Росії (командування у Балтійську), з підпорядкованим Калінінградським особливим регіоном;
- Чорноморський флот Росії (командування у Севастополі);
- Каспійська флотилія (командування в Астрахані).

### Генеральний штабі бункери
Генеральний штаб Збройних Сил для генералів і Президента Росії розміщений біля Чехова та Шарапового за 80 км на південь від Москви, Чаадаєвка на схід від Пензи, глибокого закладення бункер у Воронове, можливо за 70 км на південь від Москви і біля Липецька.
У Москві існує система бункерів, пов'язаних системою «Метро-2».
Підземне місто-бункер гора Ямантау площею 1000 км² північніше оренбурзького міста Білоріцька в Уральських горах, призначений бути останньою базою Російської держави на випадок атомної війни.

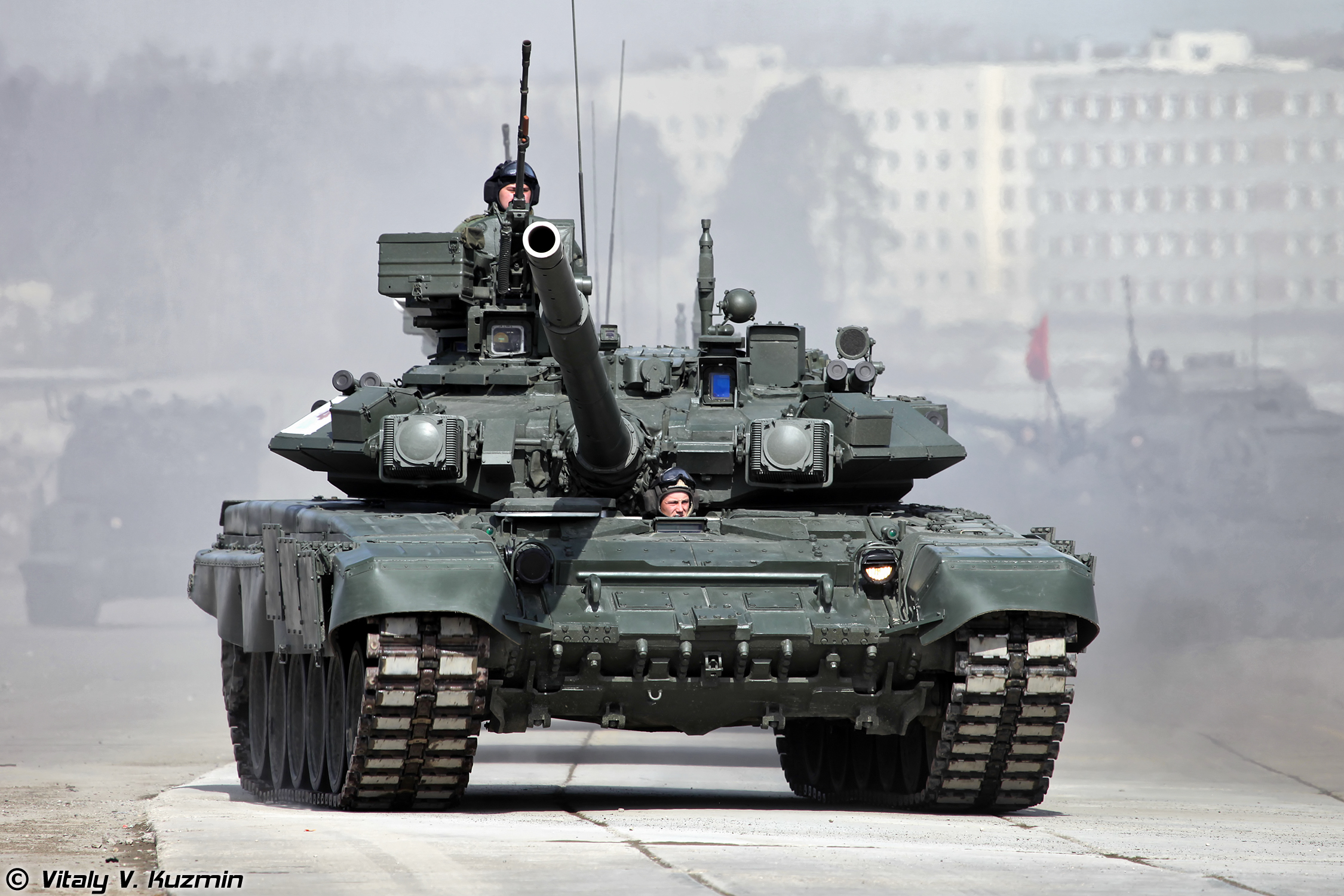
Основний бойовий танк Т-90А
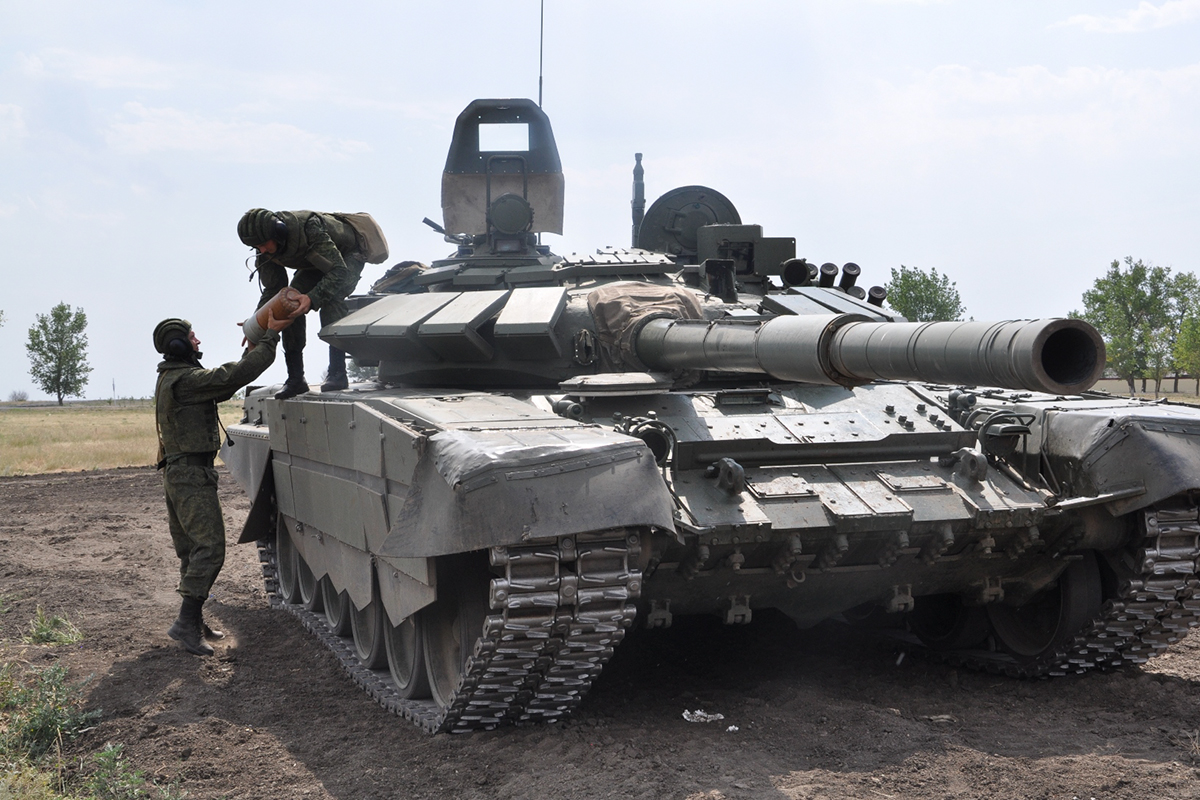
Основний бойовий танк Т-72Б3
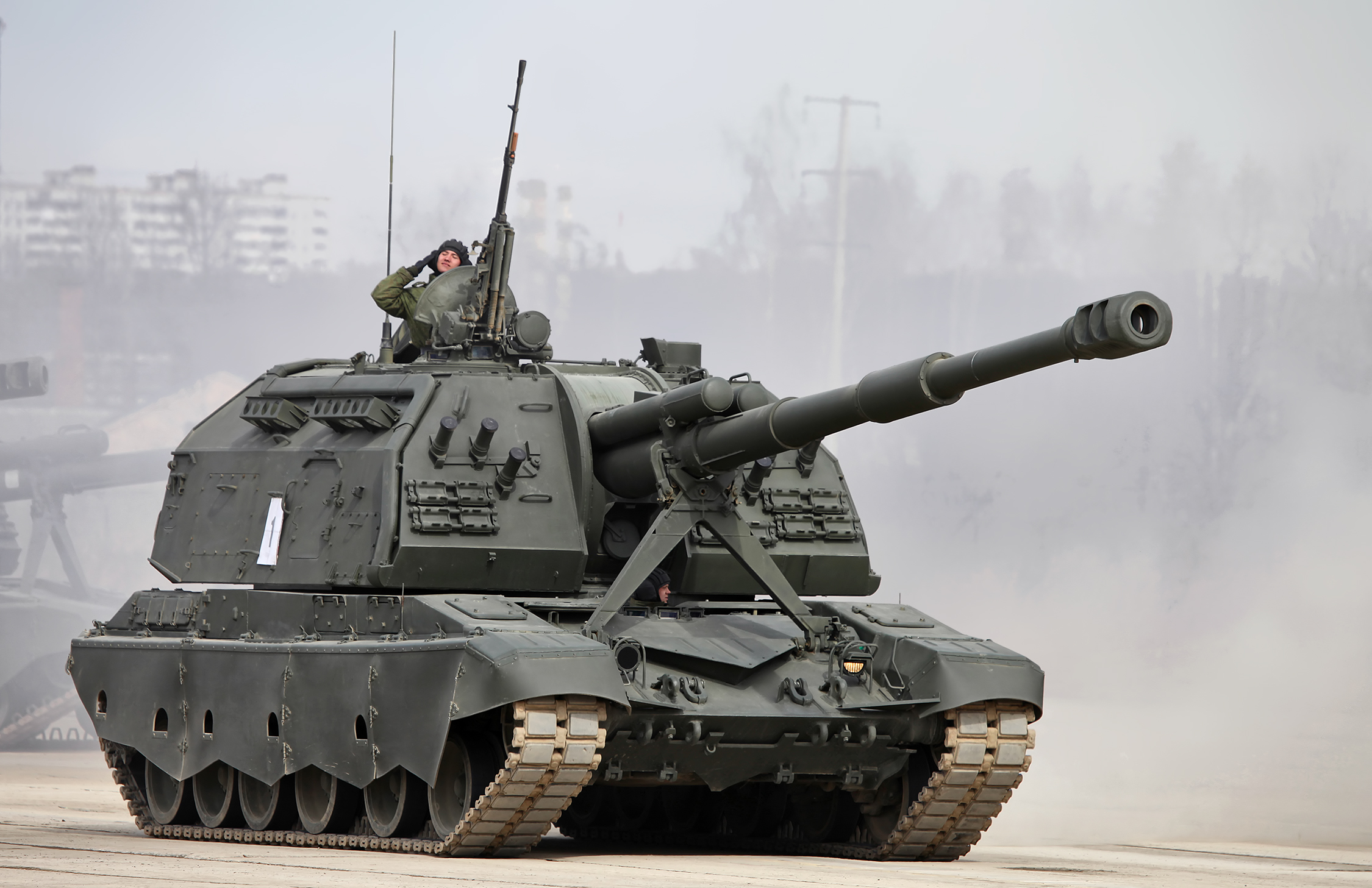
Самохідна артилерійська установка 2С19 «Мста-С»
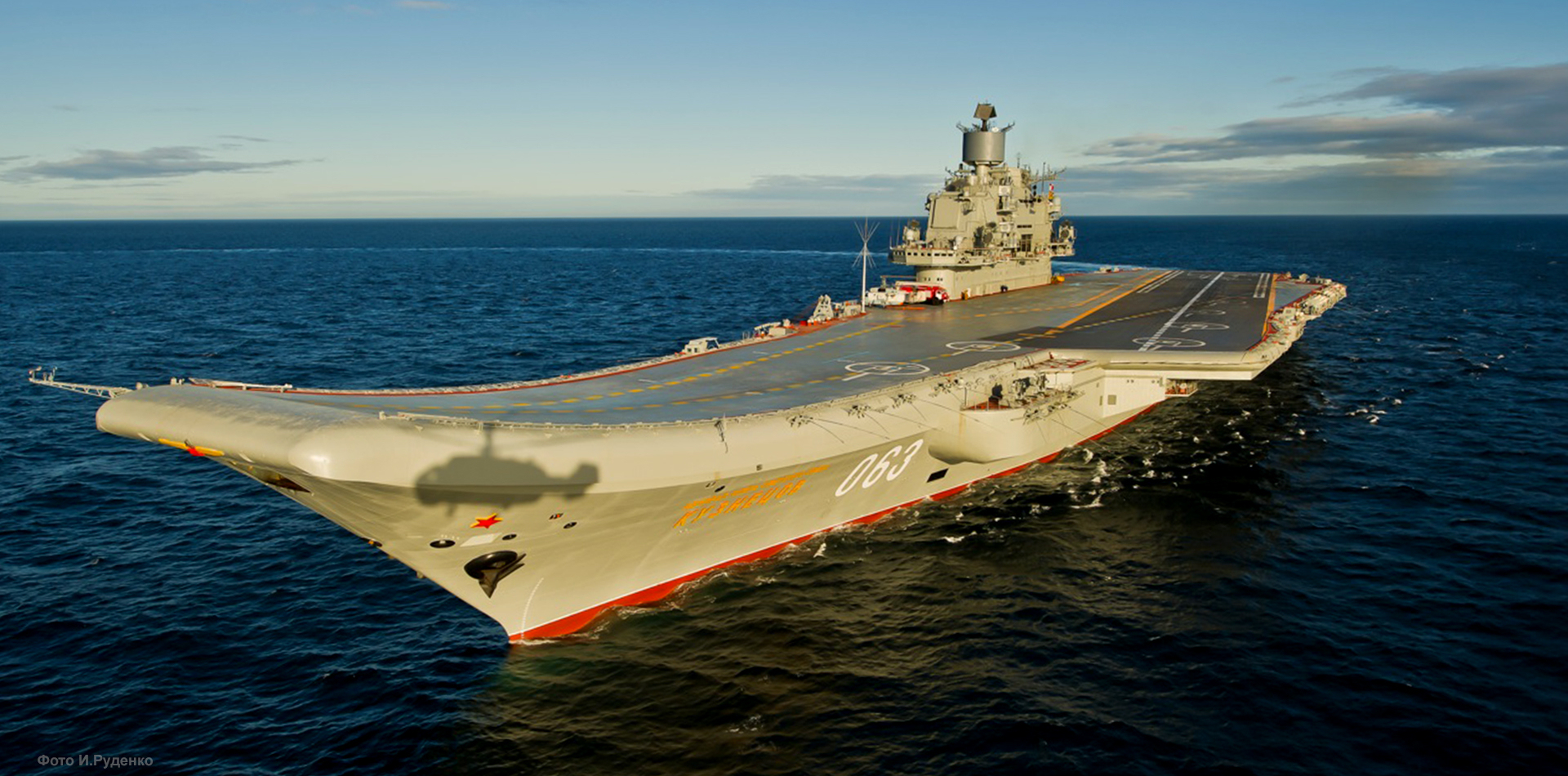
Важкий авіаносний крейсер «Адмірал флоту Радянського Союзу Кузнєцов»
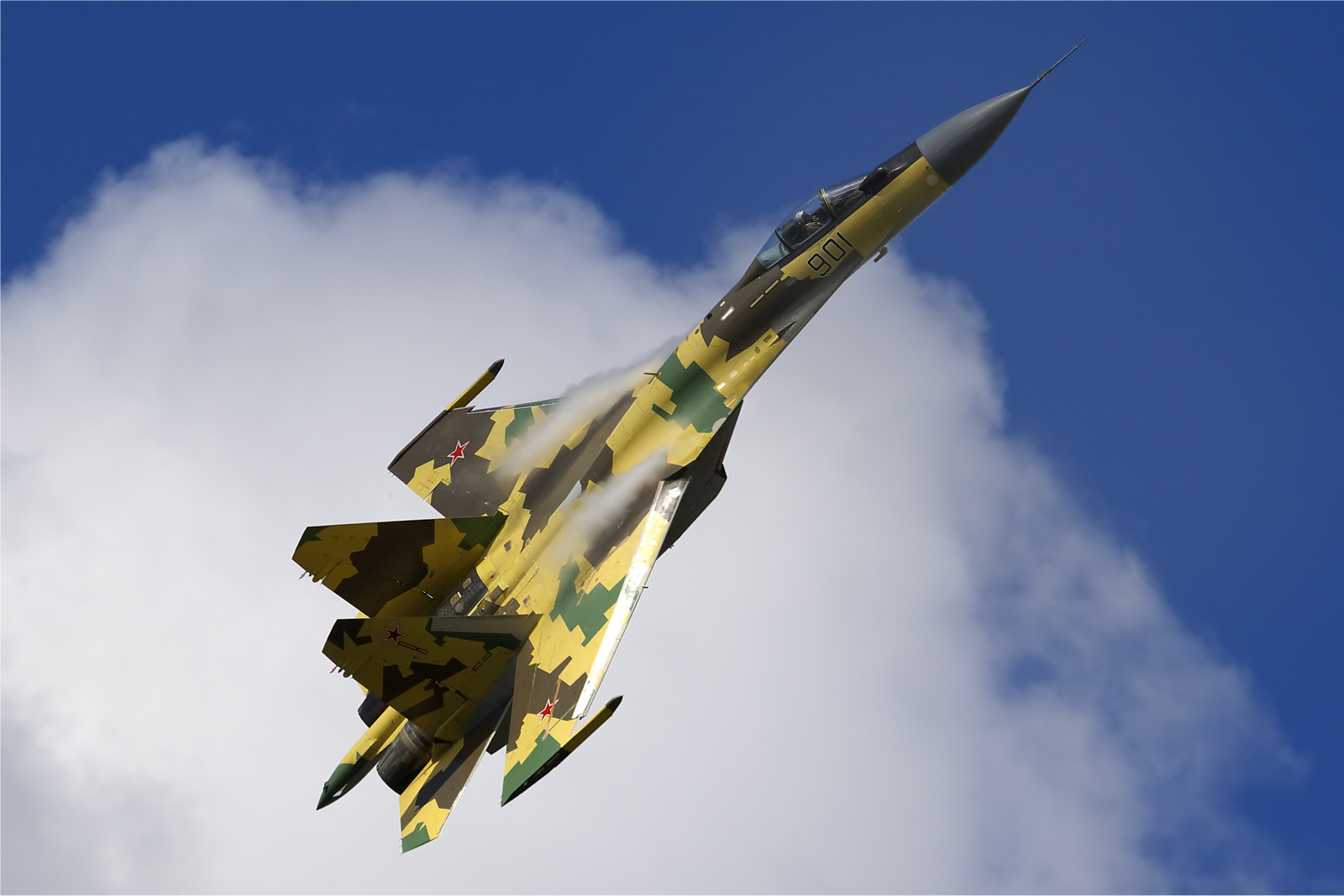
реактивний надманеврений багатоцільовий винищувач Су-35БМ
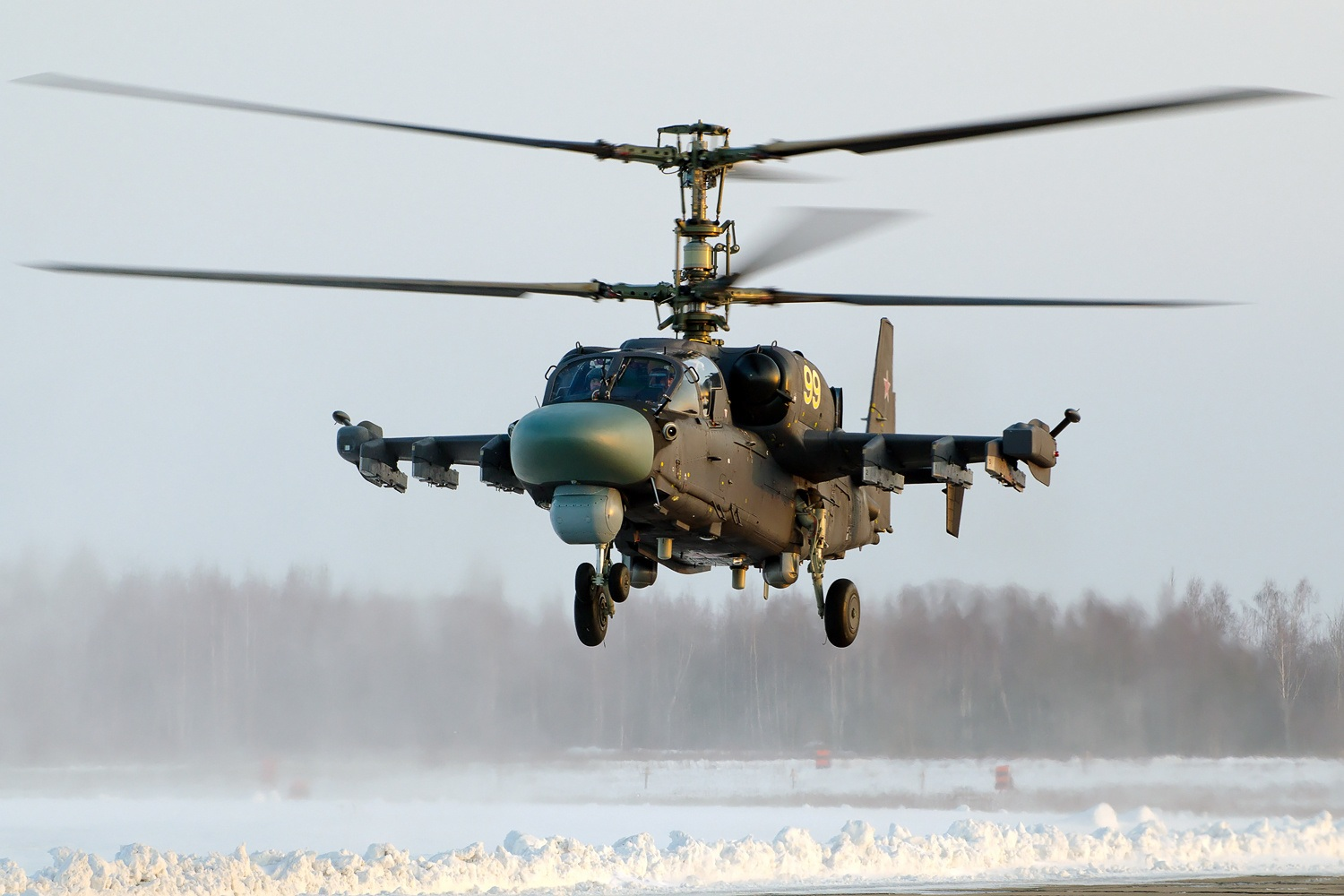
Бойовий вертоліт Ка-52
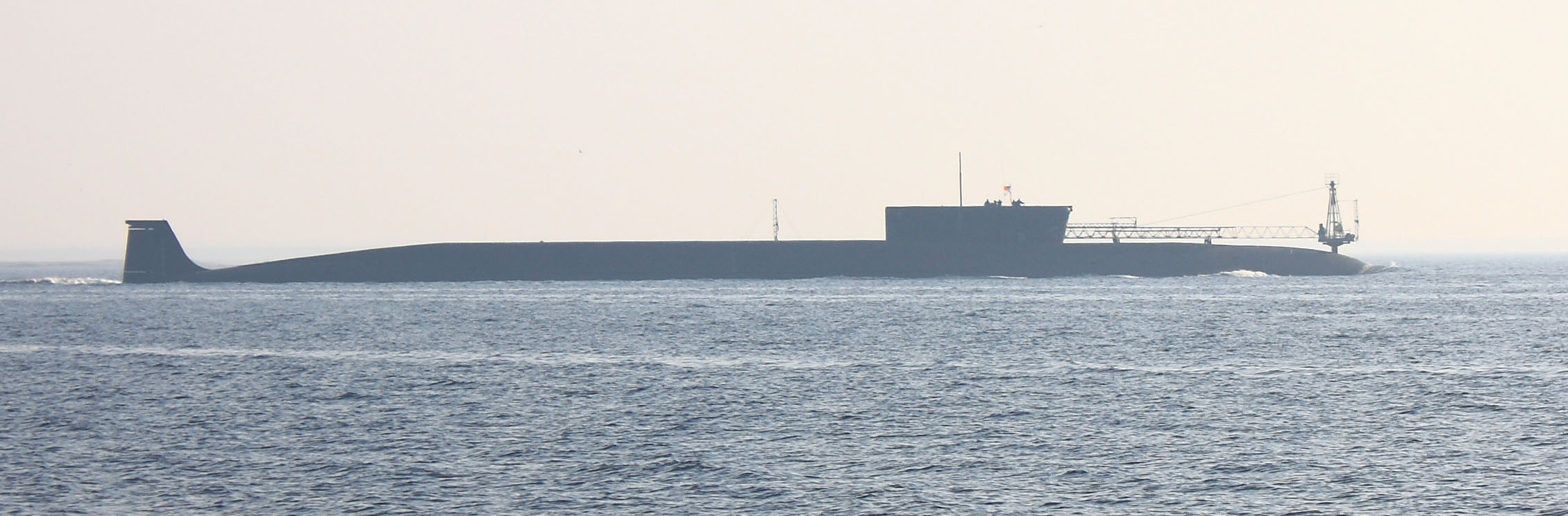
Атомний підводний човен проекту «Борей» Юрій Долгорукий с ракетою Булава
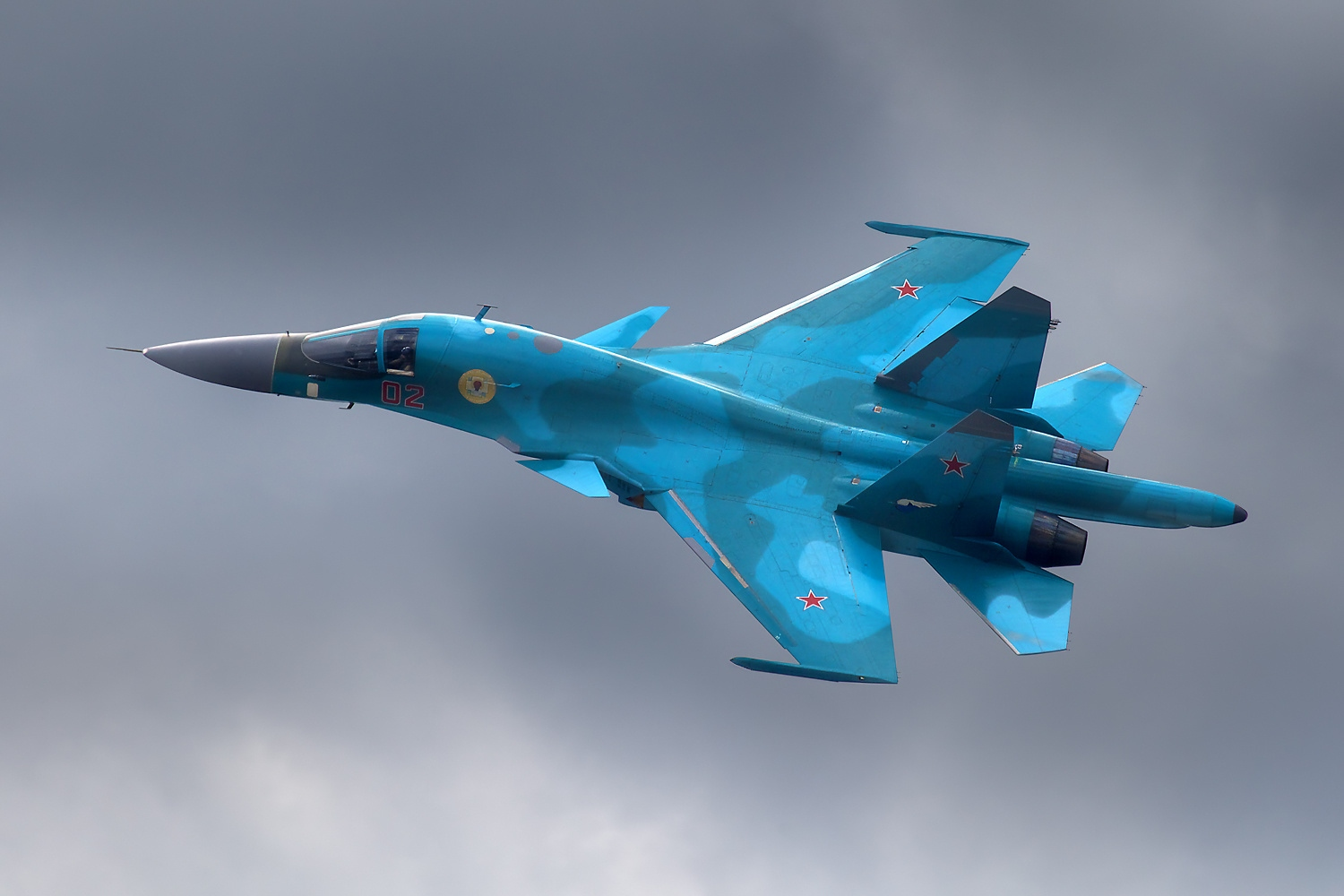
фронтовий бомбардувальник Су-34
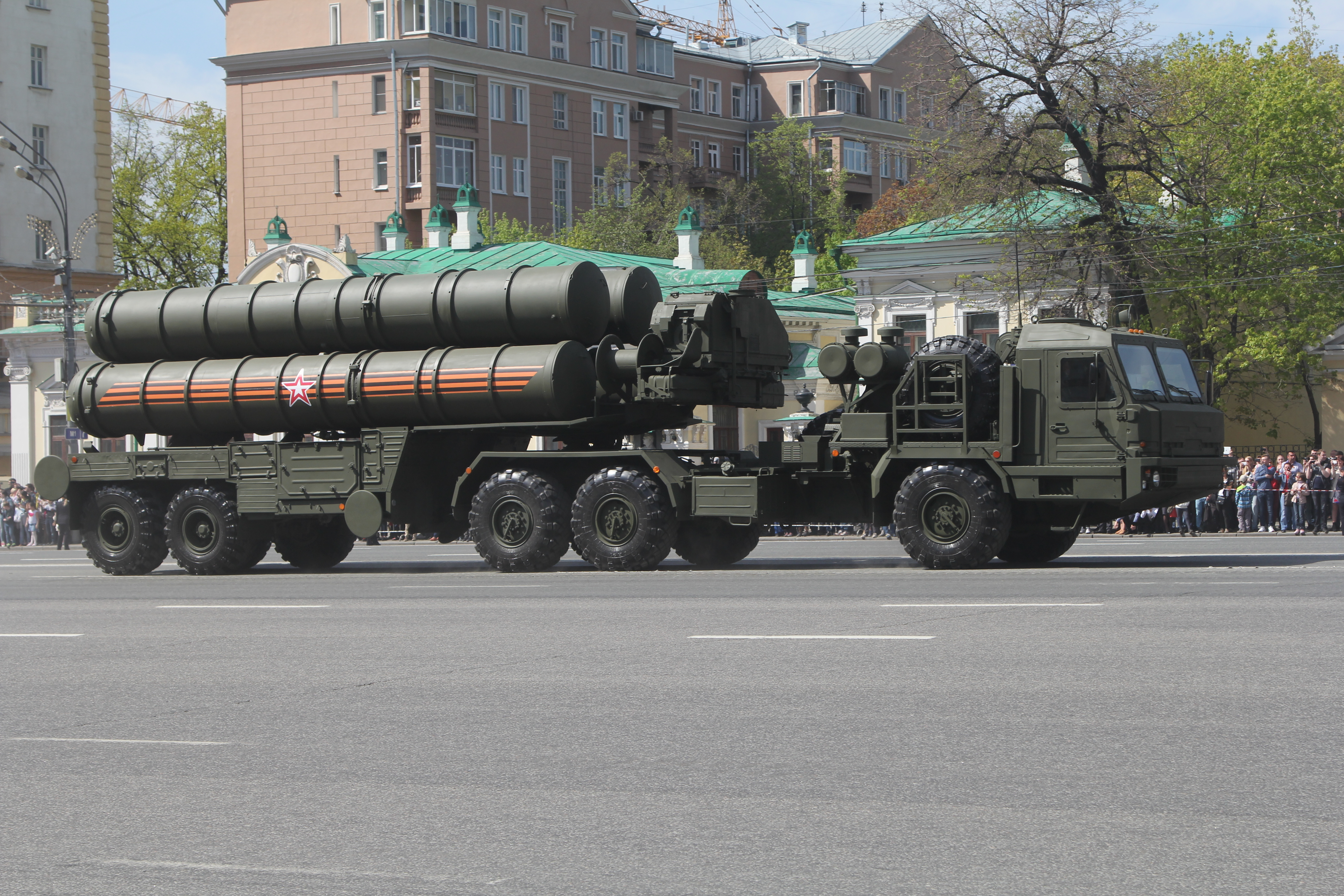
Зенітно-ракетний комплекс С-400 «Тріумф»
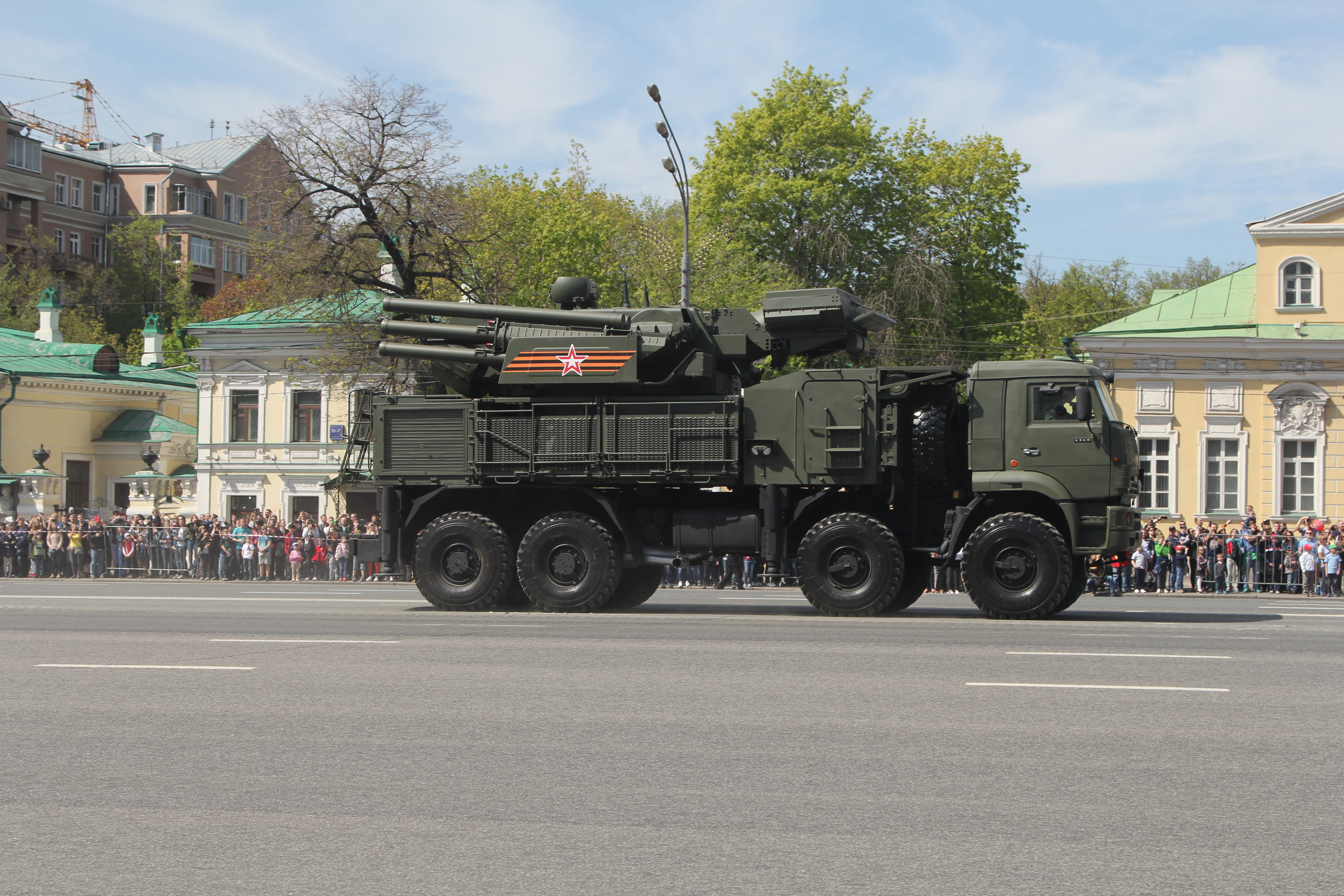
самохідний зенітний ракетно-гарматний комплекс Панцир-С1
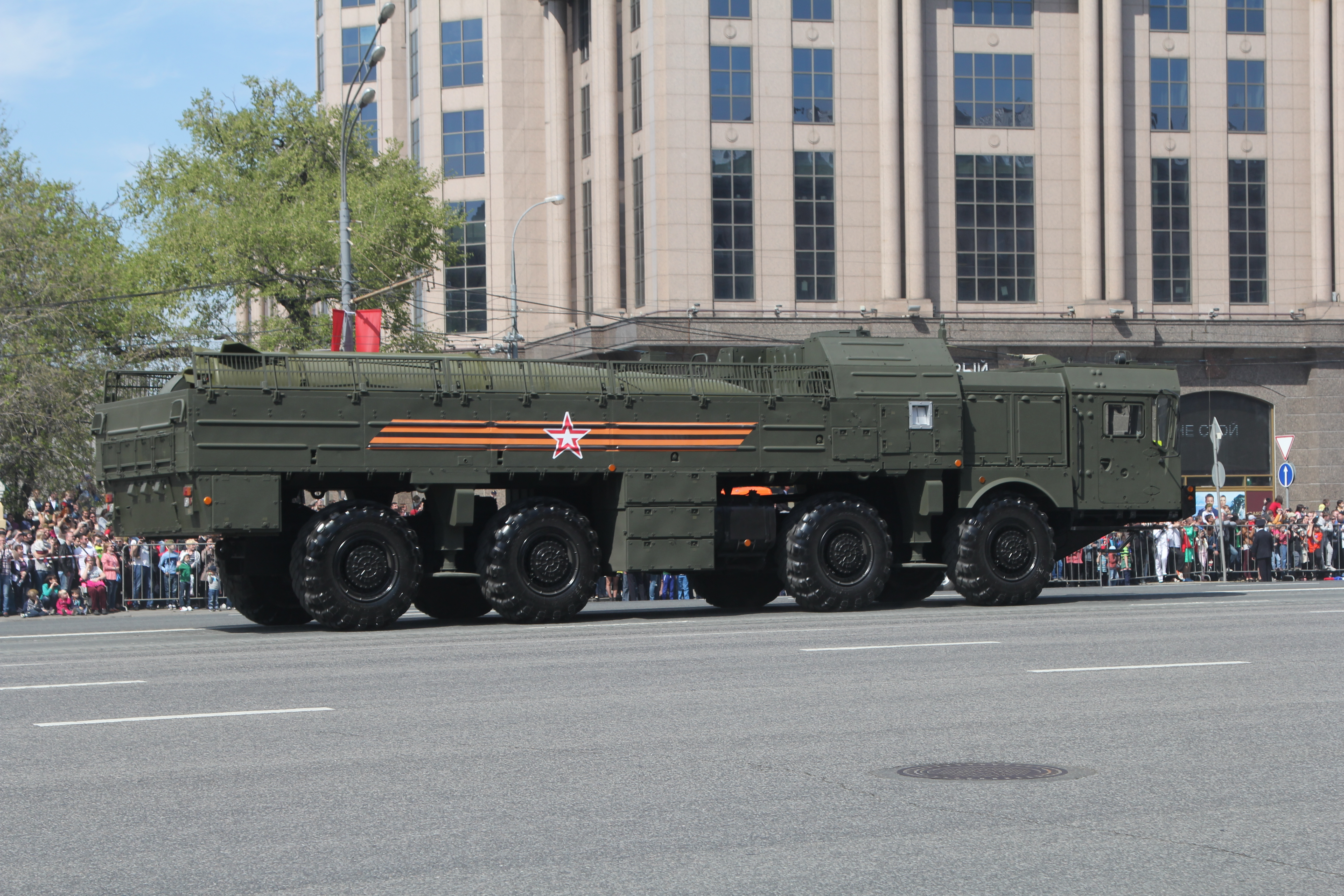
Оперативно-тактична ракетна зброя Іскандер (ОТРК)
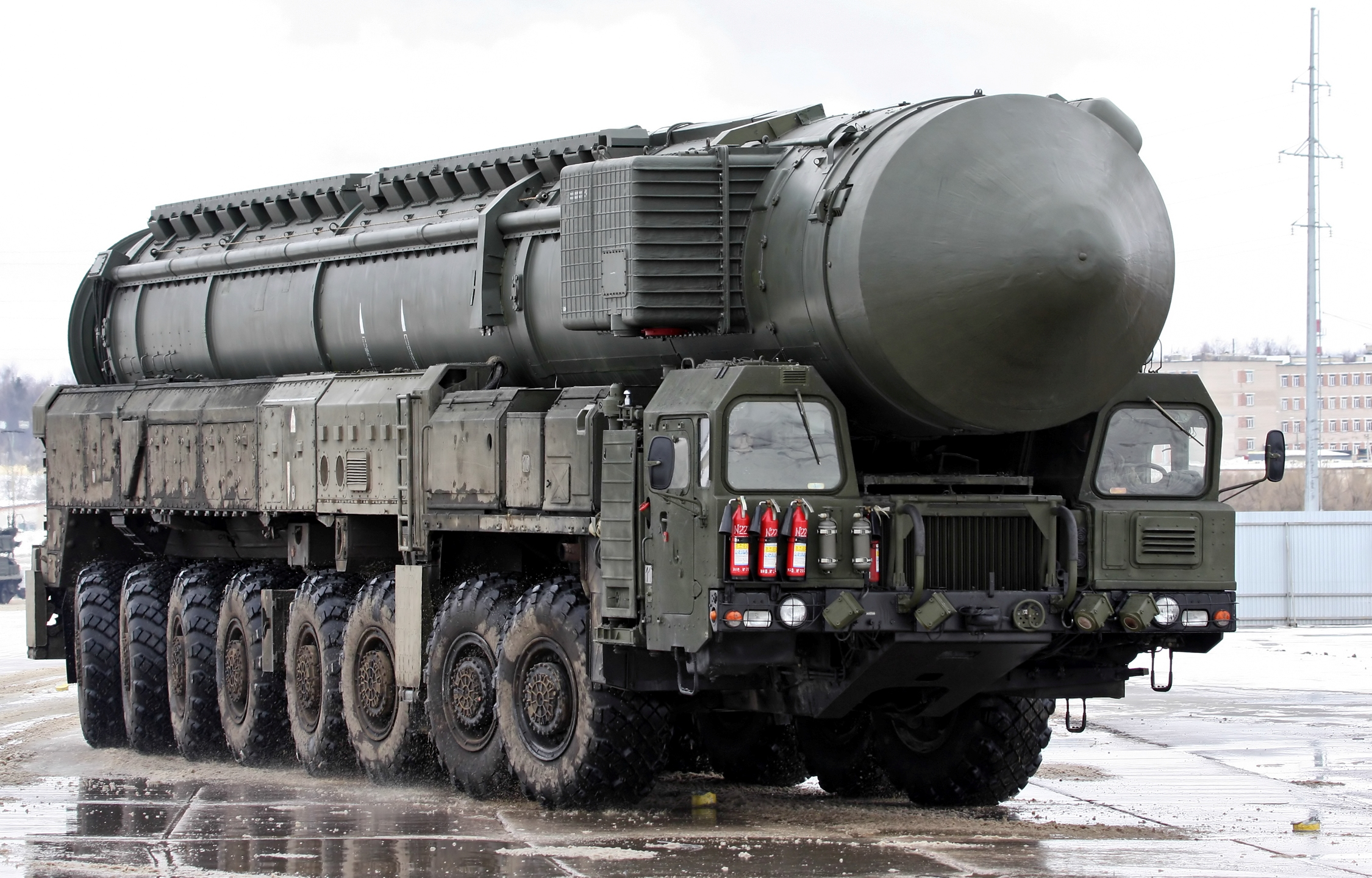
Міжконтинентальна балістична ракета Тополь-М
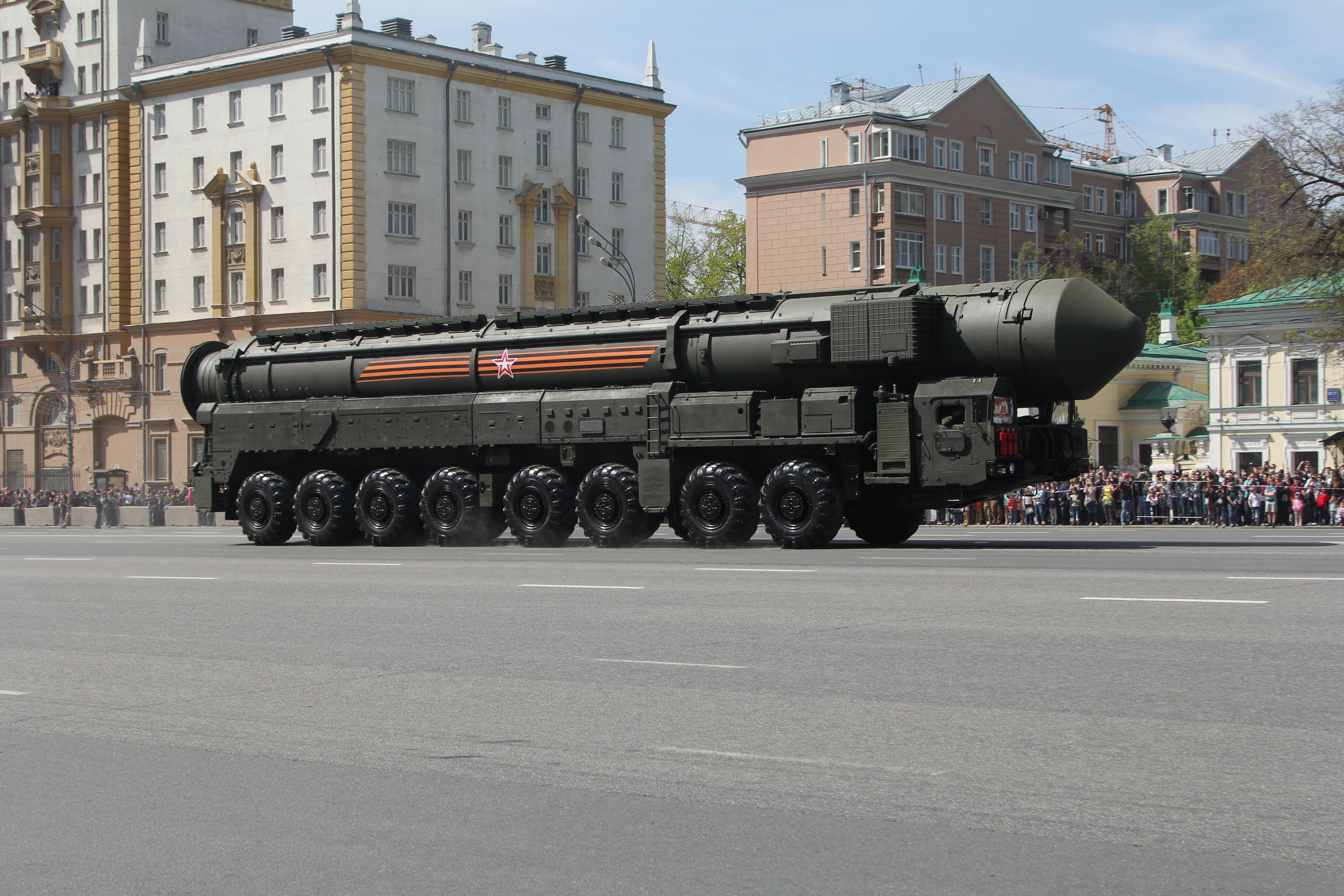
Міжконтинентальна балістична ракета PC-24 «Ярс»

## Воєнні злочини
ЗС РФ у збройних конфліктах, в яких брали участь, здійснили безліч дій, які мають всі ознаки воєнних злочинів.

### Чечня
- Бомбардування Шалі касетними бомбами
- Атака балістичними ракетами Грозного
- Масове вбивство в Нових Алдах
- Різанина в Комсомольському
- Різанина в Самашках
- Убивство Ельзи Кунгаєвої

### Грузія
- Етнічні чистки грузинів в Абхазії
- Битва за Сухумі
- Етнічні чистки у Південній Осетії

### Сирія
- Різанина в Алеппо (2016)

### Україна
- Бучанська різанина. Дата: березень 2022 року[28].
- Авіаудар по лікарні в Маріуполі. Дата: 9 березня 2022 року[29].
- Депортація українських дітей до РФ. Дата: березень 2022 — по наші дні[30].
- Авіаудар по Маріупольському театру. Дата: 16 березня 2022 року[31].
- Удар по колонії в Оленівці, де знаходились українські полоненні (стаття 438 КК України «Порушення звичаїв війни»)[32][33]. Дата: 29 липня 2022 року.
- Масові вбивства в Ізюмі[34]. Дата: квітень — вересень 2022 року.
- Страта Олександра Мацієвського[35]. Дата: ймовірно 30 грудня 2022 року, стало відомо у березні 2023 року.
- Ракетний удар по житловому будинку в Дніпрі[36]. Дата: 14 січня 2023 року.
- Підрив Каховської ГЕС (акт екоциду). Дата: 6 червня 2023 року[37].
- Ракетний удар Охматдит. Дата: 8 липня 2024 року[38].
- Херсонське сафарі[39][40][41][42]